# Черних Валентин Петрович
Валентин Петрович Черних (* 5 січня 1940 р., с. Речиця Лівенського району Орловської області) — український науковець в галузі органічної хімії, колишній ректор Національного фармацевтичного університету. Дійсний член-кореспондент Національної Академії Наук України, доктор фармацевтичних наук, доктор хімічних наук, професор, заслужений діяч науки і техніки України, заслужений винахідник України. Голова науково-методичної комісії з фармації Міністерства освіти і науки України, член Вченої Ради ДП «Державний Фармакологічний центр» МОЗ України, член Президії Фармакопейного Комітету МОЗ України, член Вченої медичної ради МОЗ України, член секції хімії та хімічної технології Комітету з Державних премій в галузі науки і техніки, член експертної Ради ВАК України в галузі органічної і фармацевтичної хімії, член Хімічного відділення НАН України, голова Хімічного товариства ім. Д. І. Менделєєва м. Харкова, член редколегій 7 науково-практичних і наукових журналів («Провізор», «Фармацевтичний журнал», «Медична освіта» (м. Тернопіль), «Сучасна гастроентерологія та гепатологія», «Вісник фармації», «Клінічна фармація», «Органічна та фармацевтична хімія»), голова спеціалізованої вченої ради із захисту кандидатських і докторських дисертацій НФаУ, член спеціалізованої вченої ради Державного науково-дослідного центру лікарських засобів, заступник Президента Фармацевтичної асоціації України, президент Фармацевтичної асоціації Харківщини.

## Біографія
Народився 5 січня 1940 р. у с. Речиця Лівенського району Орловської області в сім'ї вчителів. 1959 р. закінчив з відзнакою Харківське медичне училище, 1964 р. — Харківський фармацевтичний інститут. Протягом 1964–1967 рр. навчався в аспірантурі вишу, в 1967 р. захистив дисертацію на здобуття ступеня кандидата фармацевтичних наук, вчене звання доцента присвоєне в 1973 р. Працює в фармацевтичному інституті на кафедрі органічної хімії:
- 1967–1971 рр. — асистент;
- 1971–1979 рр. — доцент;
- з 1979 р. — професор;
- з 1985 р. — завідувач.

Протягом 1971–1976 рр. працював деканом, 1976–1980 рр. — проректором із навчальної роботи.
1977 р. захистив дисертацію на здобуття ступеня доктора фармацевтичних наук (тема «Синтез, реакційна здатність та біологічні властивості сульфопохідних амідів і гідразидів щавлевої кислоти»), 1980 р. — надано вчене звання професора. 1990 р. присуджено науковий ступінь доктора хімічних наук (тема дисертації «Синтез, реакційна здатність і вивчення зв'язку „Структура — біологічна активність“ похідних дикарбонових кислот»). 1997 р. обрано членом-кореспондентом Національної Академії Наук України.
1980 р. обрано ректором Харківського фармацевтичного інституту.
Був депутатом Київської районної ради народних депутатів м. Харкова (1986 р.), Харківської міської Ради народних депутатів (1985–1987 рр.).

## Особисті відомості
Є автором понад 1000 наукових праць, зокрема:
- 94 патенти;
- 348 авторських свідоцтв, серед них 336 — на нові біологічно активні сполуки і 12 на способи добування (більшість не підлягає опублікуванню у відкритих виданнях);
- 17 монографій.

Творець близько 16 лікарських препаратів.
Дружина — Валентина Франківна, доктор медичних наук, завідувач кафедри Харківської медичної академії післядипломної освіти. Діти — доньки Юлія (1983 р.н.) і Владислава (1994 р.н., загинула в бою з російськими окупантами біля Бахмуту 28 грудня 2022-го року).

### Нагороди, відзнаки та звання
Кавалер орденів «Знак Пошани» (1971 р.), Трудового Червоного Прапора (1986 р.), «За заслуги» I, II, III ступенів (2003, 2000, 1996 р. відповідно), князя Ярослава Мудрого V (2007 р.) і IV ступенів (2010 р.). Лауреат Державної премії України в галузі науки і техніки (2000 р.) за підручник «Органічна хімія» в 3-х книгах. Заслужений винахідник України (1982 р.), заслужений діяч науки і техніки України (1991 р.). Нагороджений відзнакою Харківського міського голови «За старанність. 350 років заснування Харкова 1654—2004» (2003 р.), почесною відзнакою голови Харківської обласної державної адміністрації «Слобожанська слава» (2004 р.), почесною грамотою Верховної Ради України (2005 р.), нагрудним знаком Міністерства освіти і науки України «Петро Могила» (2005), Подякою Президента України В. А. Ющенка.